# Arctia aurantior
Arctia aurantior là một loài bướm đêm thuộc phân họ Arctiinae, họ Erebidae.